# مونيكا خيمينيث
مونيكا إليانا خيمينيث دي لا خارا (بالإسبانية: Mónica Jiménez)‏ (1940 - 2020)، هي سياسية ودبلوماسية من التشيلي تنتمي إلى الحزب الديمقراطي المسيحي. شغلت منصب وزير التربية والتعليم بين أبريل 2008  - و مارس 2010، وسفيرة تشيلي لدى إسرائيل من 2016 - 2018.

## حياتها
ولدت بالعاصمة سانتياغو يوم 25 ديسمبر 1940 في عائلة سياسية، والدها أوسكار خيمينيز بينوشيه كان وزير الصحة في عهد الرئيس سلفادور أليندي، وشقيقها خورخي خيمينيز كان وزير للصحة وسفير تشيلي لدى إيطاليا في عهد الرئيس باتريسيو أيلوين.
تخرجت كأخصائية اجتماعية من الجامعة البابوية الكاثوليكية في تشيلي عام 1981، حصلت على منحة فولبرايت التي سمحت لها بإكمال الدراسات العليا في الجامعة الكاثوليكية الأمريكية بالعاصمة الأمريكية واشنطن. على الرغم من أنها لم تنضم رسميًا إلى الحزب الديمقراطي المسيحي حتى عام 2009، فقد دعمته منذ أن كانت طالبة جامعية. كانت عضوًا في اللجنة الوطنية للحقيقة والمصالحة التي حققت في انتهاكات حقوق الإنسان التي أدت إلى الوفاة أو الاختفاء التي حدثت في تشيلي خلال سنوات الحكم العسكري تحت قيادة الجنرال أوغوستو بينوشيه.
```
كانت خيمينيز متزوجة من خوان باروس، وأنجبا منها خمسة أطفال، وتوفي عام 2002 ، وتركها أرملة. 
[
2
]
```

توفيت خيمينيز بسبب مرض السرطان في مدينة سانتياغو يوم 25 أغسطس 2020 عن عمر يناهز 79 عامًا. 